# Manu Vunipola (rugby à XV, 2000)
Pour les articles homonymes, voir Vunipola.
Ne doit pas être confondu avec Manu Vunipola (rugby à XV, 1967).
Pas d'image ? Cliquez ici

a Compétitions nationales et continentales officielles uniquement.

b Matchs officiels uniquement.
Dernière mise à jour le 5 novembre 2019.
Manu Vunipola, né le 4 mai 2000 à Auckland, est un joueur de rugby à XV anglais d'origine néo-zélandaise évoluant au poste de demi d'ouverture au sein du club japonais du Mie Honda Heat. 

## Biographie
Né en Nouvelle-Zélande, il est le fils de l'international tongien Elisi Vunipola. Il est ainsi le cousin de Billy et Mako Vunipola.
Il a fait ses débuts avec les Saracens le 26 janvier 2019 en Coupe d'Angleterre contre les Harlequins.
Profitant notamment de l'absence d'Owen Farrell, qui participe à la Coupe du monde, il enchaînes les performances de haut niveau lors du début de la saison 2019-20,. 
Lors de l'été 2024, il signe en faveur du club japonais du Mie Honda Heat. 